# Panoramica Golf
Panoramica Golf maakt deel uit van een resort in Sant Jordi in de Spaanse provincie Castellón, ongeveer 200 kilometer ten Zuiden van Barcelona.
De 18-holes golfbaan werd ontworpen door Bernhard Langer en in 1995 geopend. De par van de baan is 72. 

## Toernooien
Europese Tour (heren)
- Tourschool, Stage 2: 1996-1998, 2014

Europese Tour (dames)
- Open de España Femenino: 2005, 2006, 2008 en 2009